# Кубок Албанії з футболу 2004—2005
Кубок Албанії з футболу 2004–2005 — 53-й розіграш кубкового футбольного турніру в Албанії. Титул втретє здобула Теута.

## Календар
| Раунд        | Дата                       | Матчі | Клуби   |
| ------------ | -------------------------- | ----- | ------- |
| Перший раунд | 28 серпня - 2 вересня 2004 | 42    | 53 → 32 |
| 1/16 фіналу  | 22/29 вересня 2004         | 32    | 32 → 16 |
| 1/8 фіналу   | 20/27 жовтня 2004          | 16    | 16 → 8  |
| 1/4 фіналу   | 2/16 березня 2005          | 8     | 8 → 4   |
| 1/2 фіналу   | 6/20 квітня 2005           | 4     | 4 → 2   |
| Фінал        | 11 травня 2005             | 1     | 2 → 1   |

## 1/16 фіналу
| Команда 1          | Заг.    | Команда 2            | 1-й матч | 2-й матч |
| ------------------ | ------- | -------------------- | -------- | -------- |
| 22/29 вересня 2004 |         |                      |          |          |
| Сопоті (3)         | 2:9     | Тирана               | 2:2      | 0:7      |
| Ада (3)            | 3:2     | Динамо (Тирана)      | 2:1      | 1:1      |
| Тарбуні Пука (3)   | 0:11    | Влазнія              | 0:3      | 0:8      |
| Турбіна (3)        | 1:2     | Партизані            | 0:1      | 1:1      |
| Албпетрол (3)      | 1:9     | Теута                | 0:3      | 1:6      |
| Члірімі (2)        | 2:6     | Люшня                | 2:3      | 0:3      |
| Деволлі (3)        | 3:9     | Шкумбіні             | 1:1      | 2:8      |
| Грамоці (3)        | 1:5     | Ельбасані            | 1:0      | 0:5      |
| Мінаторі (3)       | -:+     | Лачі                 | 1:1      | -:+      |
| Аполонія (2)       | 1:0     | Егнатія              | 1:0      | 0:0      |
| Поградеці (2)      | 2:2 (ч) | Беса (2)             | 0:1      | 2:1      |
| Делвіна (3)        | 1:5     | Фламуртарі (2)       | 1:2      | 0:3      |
| Скендербеу (2)     | 5:8     | Томорі (Берат) (2)   | 2:1      | 3:7      |
| Люфтерарі (2)      | 2:1     | Бюліс (Балш) (2)     | 2:0      | 0:1      |
| Ерзені (2)         | 0:5     | Нафтетарі (2)        | 0:4      | 0:1      |
| Кастріоті (2)      | 4:4 (ч) | Беселіджа (Лежа) (2) | 3:0      | 1:4      |

## 1/8 фіналу
| Команда 1          | Заг. | Команда 2      | 1-й матч | 2-й матч |
| ------------------ | ---- | -------------- | -------- | -------- |
| 20/27 жовтня 2004  |      |                |          |          |
| Поградеці (2)      | 1:5  | Тирана         | 0:0      | 1:5      |
| Аполонія (2)       | 2:7  | Влазнія        | 1:3      | 1:4      |
| Кастріоті (2)      | 0:7  | Партизані      | 0:1      | 0:6      |
| Нафтетарі (2)      | 2:5  | Теута          | 1:3      | 1:2      |
| Люфтерарі (2)      | 2:3  | Люшня          | 2:2      | 0:1      |
| Томорі (Берат) (2) | 4:9  | Шкумбіні       | 1:3      | 3:6      |
| Лачі               | 1:10 | Ельбасані      | 0:6      | 1:4      |
| Ада (3)            | 2:5  | Фламуртарі (2) | 1:3      | 1:2      |

## 1/4 фіналу
| Команда 1         | Заг. | Команда 2 | 1-й матч | 2-й матч |
| ----------------- | ---- | --------- | -------- | -------- |
| 2/16 березня 2005 |      |           |          |          |
| Люшня             | 1:3  | Тирана    | 1:0      | 0:3 дч   |
| Шкумбіні          | 2:3  | Влазнія   | 0:1      | 2:2      |
| Фламуртарі (2)    | 1:3  | Партизані | 1:2      | 0:1      |
| Ельбасані         | 3:4  | Теута     | 3:3      | 0:1      |

## 1/2 фіналу
| Команда 1        | Заг.    | Команда 2 | 1-й матч | 2-й матч |
| ---------------- | ------- | --------- | -------- | -------- |
| 6/20 квітня 2005 |         |           |          |          |
| Тирана           | 4:1     | Влазнія   | 1:0      | 3:1      |
| Теута            | 2:2 (ч) | Партизані | 1:0      | 1:2      |

## Фінал
| 11 травня 2005 |

| Теута                                                                     | 0:0      | Тирана                                                        |
| ------------------------------------------------------------------------- | -------- | ------------------------------------------------------------- |
|                                                                           | Протокол |                                                               |
|                                                                           | Пенальті |                                                               |
| - Манчаку - Тетова - Д.Джафа - Капллані - Гйондеда - Хашо - Хасані-Незірі | 6:5      | - Булку - Патуші - Сіна - Тафай - Ф.Джафа - Меркочі - Хайдарі |

| «Ружді Біжута», Ельбасан Глядачів: 10 500 Арбітр: Албано Янку |